# Stig Bergendorff
Stig Bergendorff, född 21 augusti 1913 i Adolf Fredriks församling i Stockholm, död 11 juli 1995 i Högalids församling i Stockholm, var en svensk skådespelare, författare, manusförfattare, kompositör och textförfattare. 

## Biografi
Stig Bergendorff var son till skådespelaren Emil Bergendorff och Berthe Blomberg. Han var en av Sveriges flitigaste författare inom revy och teater. 1933 inledde han sitt mångåriga samarbete med Gösta Bernhard genom att skriva amatörrevyer för olika föreningar och idrottsklubbar. På 1940-talet startade de på Casinoteatern i Stockholm Casinorevyn som blev ett begrepp i svenskt nöjesliv.
Efter casinoepoken fortsatte Bernhard och Bergendorff med uppsättningar på Boulevardteatern, Blancheteatern, ABC-teatern i Stockholm samt Lisebergsteatern i Göteborg. De skrev texter till Kar de Mumma, Ragnar Klange, Karl Gerhard och Stig Lommer.
Författarteamet Bernhard och Bergendorff översatte även flera musikaler bland annat Annie Get Your Gun, South Pacific och Hur man lyckas i affärer. På egen hand översatte och bearbetade Bergendorff operetten Dollarprinsessan och musikalerna Ungkarlslyan, No, no, Nanette och Chicago. Bergendorff arbetade även med manus till den populära radioserien Dagens revy och fanns alltid med på Casino som ridåhalare.
Stig Bergendorff var givetvis delaktig i Casinogängets comeback på Intiman i Stockholm 1973. Den första revyn Kom till Casino, byggd på de roligaste numren från 40- och 50-talens Casinorevyer spelades i två säsonger. 1975 fortsatte man med Nya Casinorevyn som också den spelades under två säsonger. 1977 års revy fick titeln Bluffmakarna och 1979 kom den sista revyn Tant Gröns revy. Casinogänget gjorde sitt allra sista framträdande på Berns i Stockholm våren 1981. I boken En ridåhalares memoarer berättar Stig Bergendorff om sina minnen från Casino.
1980 tilldelades Stig Bergendorff Teaterförbundets guldmedalj för "utomordentlig konstnärlig gärning".
Han gifte sig 1940 med Inga Peterson (1914–1959) och fick sönerna Kaj (1942–2024)  Leif Bergendorff (född 1944).
Stig Bergendorff är begravd på Norra begravningsplatsen i Stockholm.

## Filmografi

### Roller
- 1941 – Lasse-Maja
- 1949 – Lattjo med Boccaccio
- 1951 – Spöke på semester

### Manus
- 1949 – Lattjo med Boccaccio
- 1951 – Spöke på semester
- 1959 – Enslingen i blåsväder
- 1975 – Kom till Casino

### Musik
- 1948 – Loffe som miljonär
- 1975 – Kom till Casino

## Kompositioner (urval)
- Flickan i borgen
- Henne vi glömmer
- Man vill så väl
- Munkvisan ("Då tar vi tagelskjorta på")

### Fotnoter
1. ↑  Bergendorff, STIG, Svenskagravar.se, läs online, läst: 24 december 2024.[källa från Wikidata]
2. ↑   Sveriges dödbok 1901–2013 Swedish death index 1901-2013 (Version 6.0). Solna: Sveriges släktforskarförbund. 2014. Libris 17007456. ISBN 9789187676642
3. 1 2  BERGENDORFF, STIG, teaterdirektör, Saltsjö-Duvnäs i Vem är Vem? / Stor-Stockholm 1962 / s 109.
4. ↑  Dödsannons i Dagens Nyheter
5. ↑  Hitta graven